# 南島原市立龍石小学校
南島原市立龍石小学校（みなみしまばらしりつ たついししょうがっこう）は、長崎県南島原市西有家町龍石にあった公立小学校。
2016年（平成28年）3月末をもって閉校し、南島原市立西有家小学校に統合された。

## 概要
歴史
1875年（明治8年）開校。創立141周年を迎えた2016年（平成28年）に閉校し、南島原市立西有家小学校に統合された。
学校教育目標
「志をもち、心と頭と体のバランスの取れた子どもの育成」
校章
校名の「龍」にちなみ、龍の絵を背景にして中央に「小」の文字を置いている。
校歌
1954年（昭和29年）に制定。作詞は中川龍一、作曲は原格太郎による。歌詞は3番まであり、各番に校名の「龍石」が登場する。
校区
住所表記で南島原市西有家町の後に「龍石（堀戸と加倉を除く）」が続く地域であった。中学校区は南島原市立西有家中学校。

## 沿革
- 1875年（明治8年）1月1日 - 隅田村龍石名に「第五大学区 第二中学区 龍石小学校」が開校。児童数は30名。
- 1877年（明治10年）
  - この年 - 岩下地区の山室友平宅を教場とする。その後、字船落組追谷に校舎を新築。
  - 6月4日 - 学区改正[2]により、「第五大学区第二中学区[3]龍石小学校」に改称。
- 1878年（明治11年）12月24日 - 郡制の施行に伴い学区が改正され、「南高来郡 隅田部[4] 龍石小学校」となる。
- 1880年（明治13年）- 閉校。
- 1881年（明治14年）- 字船落の榊行雲宅を教場として再開。
- 1883年（明治16年）12月 - 統合により、「南高来郡 隅田部 詳精小学校龍石分校」となる。字濱当名の倉庫に教場を移転。
- 1886年（明治19年）9月 - 小学校令の施行に併せて閉校。児童はこの時発足した尋常西有家小学校に通学することとなる。
- 1888年（明治21年）5月7日 - 「簡易慈恩寺小学校 龍石分校」が開校。龍石名田中に教場が完成。
- 1889年（明治22年）4月1日 - 町村制の施行により、西有家村立の小学校となる。
- 1892年（明治25年）12月 - 小学校令の改正により、慈恩寺小学校から分離し「龍石尋常小学校」として独立。修業年限3年の尋常科を設置。
- 1895年（明治28年）5月 - 修業年限が4年となる。
- 1901年（明治34年）4月 - 初代校長に山口四郎助が就任。
- 1902年（明治35年）12月15日 - 新校舎が完成し移転を完了。旧校舎は分教室とする。
- 1908年（明治41年）4月 - 義務教育年限が4年から6年に延長されたことにより、尋常科5年を新設。
- 1909年（明治42年）
  - 3月 - 児童数の増加で教場がせまくなったため、事務室を廃止し間仕切りをして4教室に改装。
  - 4月 - 尋常科6年を新設。
- 1916年（大正5年）11月20日 - 教室を増築。完成に伴い、従来の分教室を廃止。
- 1920年（大正9年）11月 - 龍石実業補習学校が併設される。
- 1923年（大正12年）- 運動場を拡張。
- 1926年（大正15年）- 実業補習学校に青年訓練所が併設される。
- 1927年（昭和2年）4月1日 - 西有家村が町制施行により西有家町となったため、西有家町立の小学校となる。
- 1929年（昭和4年）1月 - 北側に4教室を増築。
- 1933年（昭和8年）4月1日 - 龍石実業補習学校が西有家実業補習学校への統合のために廃止される。
- 1941年（昭和16年）4月1日 - 国民学校令の施行に伴い、「西有家町龍石国民学校」と改称。尋常科を初等科に改める。
- 1947年（昭和22年）4月1日 - 学制改革（六・三制の実施）により、龍石国民学校の初等科が改組され「西有家町立龍石小学校」となる。
- 1948年（昭和23年）4月 - 児童数が最大の384名（男子209・女子175）を記録する。
- 1950年（昭和25年）2月25日 - 木造平屋建ての4教室を増築。
- 1951年（昭和26年）10月 - 運動場を拡張。
- 1954年（昭和29年）
  - 7月 - ピアノを購入。
  - 9月 - 校歌を制定。
- 1961年（昭和36年）- 鉄骨の理科教室を増築。
- 1963年（昭和38年）2月30日 - 創立80周年を記念して初代校長山口四郎助の頌徳碑を志賀神社境内から校地内に移設。
- 1968年（昭和43年）7月26日 - 旧校舎北側を解体。
- 1969年（昭和44年）
  - 2月 - 新校舎が完成。
  - 5月2日 - 旧校舎南側を解体。
- 1970年（昭和45年）4月3日 - 屋内運動場（体育館）が完成。
- 1971年（昭和46年）4月19日 - 牛乳給食を開始。
- 1972年（昭和47年）
  - 1月 - 卒業記念池が完成。
  - 7月 - 学校園・岩石園が完成。
- 1975年（昭和50年）1月19日 - 創立100周年記念式典を挙行。校旗を新調。ピアノが寄贈される。記念碑を建立。
- 1976年（昭和51年）3月 - 小鳥小屋を設置。
- 1985年（昭和60年）8月 - 簡易鉄筋校舎が完成。
- 1986年（昭和61年）2月15日 - 校舎の増築が完了。
- 1991年（平成3年）4月 - 完全給食を開始。
- 1994年（平成6年）4月 - ふれあい図書館を開設。
- 2001年（平成13年）11月 - パソコン室が完成。
- 2003年（平成15年）4月 - 第2学年と3学年において複式学級を開始。

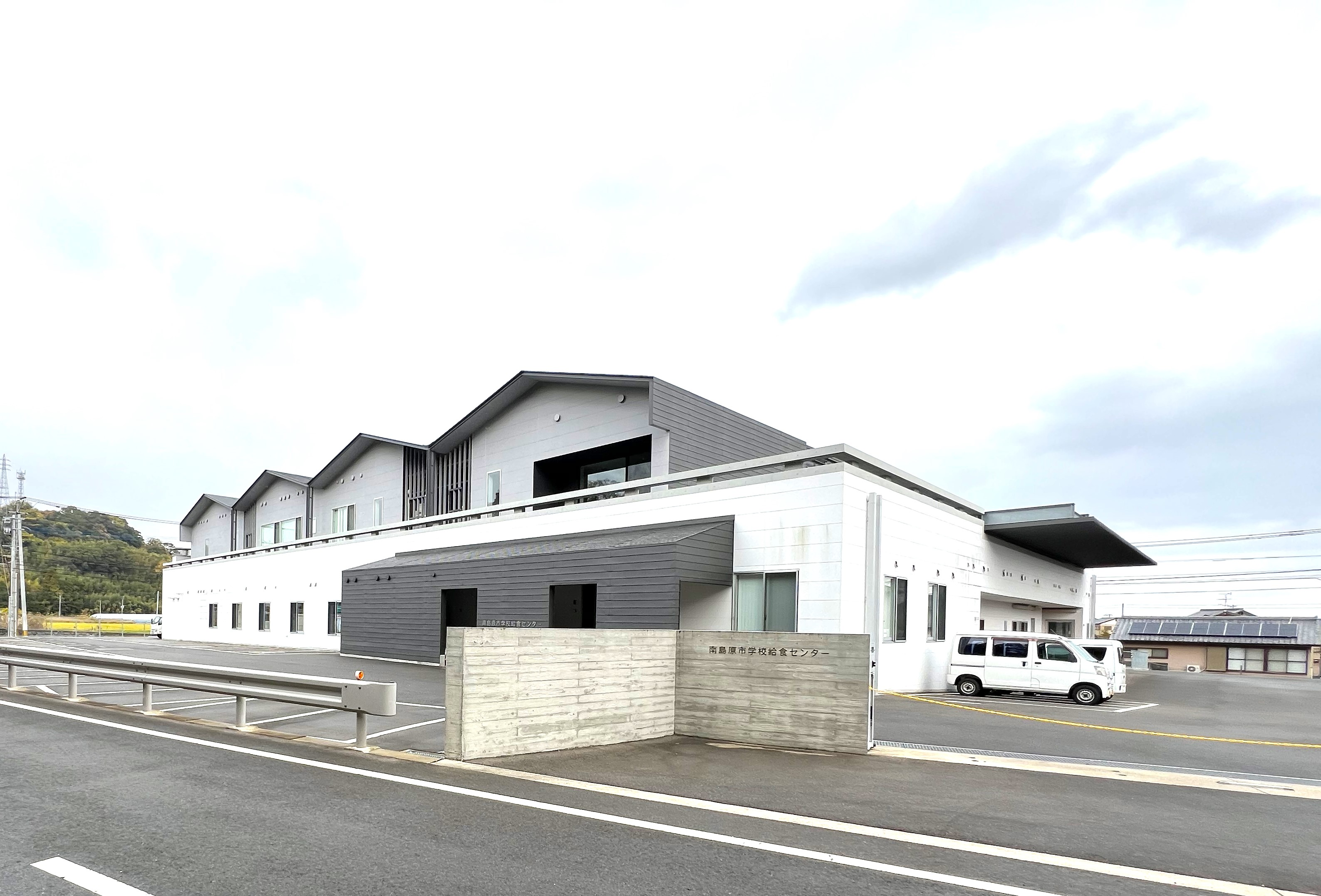
跡地に建設された「南島原市学校給食センター」

- 2006年（平成18年）3月31日 - 南島原市の発足に伴い、「南島原市立龍石小学校」（現校名）に改称。
- 2012年（平成24年）8月 - 校舎と運動場の間の歩道を舗装。
- 2016年（平成28年）3月31日 - 西有家地区の小学校5校（西有家・龍石・見岳・慈恩寺・長野）の統合により閉校。

跡地の活用
- 2021年（令和3年）9月 - 跡地に南島原市学校給食センターが完成し、配食を開始。

## 交通アクセス
最寄りのバス停
- 島鉄バス 加津佐・有家・島原駅線など「龍石学校前」バス停

最寄りの国道・県道
- 国道251号（島原街道）

最寄りの鉄道駅
- かつては島原鉄道島原鉄道線「龍石駅」があったが、2008年（平成20年）3月末に廃止された。

## 周辺
- 龍石神社
- 南島原市西有家B&G海洋センター

## 参考資料
- 「西有家町郷土誌」（1998年（平成10年）3月1日発行, 西有家町）p.592 -
- 「長崎新聞に見る長崎県戦後50年史（1945～1995）」（1995年（平成7年）8月9日発行, 長崎新聞社）「西有家町」